# ناصبی
ناصبی (به عربی: النواصب) واژه‌ای‌است که به کسی که با علی بن ابی‌طالب یا امامان شیعه دشمن باشد گفته می‌شود.

## معنای «ناصبی»
در روایت آمده‌است که: «شخصی از امام هادی سؤال نمود چه کسی ناصبی است و آیا برای شناخت ناصبی و امتحان او بیش از این لازم است که او جبت و طاغوت را مقدم داشته و عقیده به امامت آنان داشته باشد؟ پس در پاسخ آمد:
هرکس چنین عقیده‌ای داشته باشد ناصبی است».
ابن ادریس می‌گوید: «کسی که جنگ در برابر مسلمانان به پا می‌کند ناصبی است». (۳)
فاضل مقداد می‌گوید: «ناصبی به پنج معنا به کار می‌رود: خوارجی که عیب به امیرالمؤمنین می‌گیرند، کسی که به یکی از ائمه اهل بیت چیزی که موجب سقوط عدالت است نسبت می‌دهد. کسی که وقتی فضیلتی از آنان را می‌شنود انکار می‌کند. کسی که معتقد به فضیلت غیر از حضرت علی بر وی است و کسی که با آن که می‌داند نصّ بر حضرت علی وجود دارد آن را انکار می‌کند». (۴)
و در روایت صحیحه‌ای آمده‌است: «ناصبی کسی نیست که دشمنی با ما اهل بیت نماید، زیرا تو نمی‌توانی کسی را بیآبی که بگوید من پیامبر و خاندان او را دشمنی می‌ورزم، بلکه ناصبی کسی است که خود را در مقام دشمنی شما قرار دهد در حالی که می‌داند شما ولایت ما را داشته و شیعه ما هستید». (۵)

## از نظر فقیهان و امامان شیعه
ناصبی از زنازاده بدتر و پلیدتر است
ناصبی از سگ نجس تر است
برای ناصبی فرقی نمی‌کند نماز بخواند و روزه بگیرد یا زنا و دزدی کند او در آتش است او در آتش است
نواصب نجس و بدتر از کفّارند

جایز نبودن خوردن ذبیحه آنان/
جایز نبودن ازدواج با آنان/
جایز نبودن خواندن نماز میت بر آنان/
جایز نبودن اقتدا به ناصب در نماز/
عدم جواز نیابت از ناصبی در حج/
ارث نبردن از مسلمانان/
جایز نبودن دادن صدقه به نواصب/
جایز نبودن دادن کفاره به نواصب